# Codorniz, Spanien
Codorniz är en kommunhuvudort i Spanien.   Den ligger i provinsen Provincia de Segovia och regionen Kastilien och Leon, i den centrala delen av landet, 100 km nordväst om huvudstaden Madrid. Codorniz ligger 890 meter över havet och antalet invånare är 456.
Terrängen runt Codorniz är huvudsakligen platt. Codorniz ligger uppe på en höjd som går i nord-sydlig riktning. Runt Codorniz är det mycket glesbefolkat, med 6 invånare per kvadratkilometer. Närmaste större samhälle är Arévalo, 10,1 km väster om Codorniz. Trakten runt Codorniz består till största delen av jordbruksmark.